# Birulatus haasi
Espèce
Birulatus haasi est une espèce de scorpions de la famille des Buthidae.

## Distribution
Cette espèce est endémique de Jordanie. Elle se rencontre vers le krak de Montréal.

## Description
La femelle holotype mesure 18,1 mm.

## Étymologie
Cette espèce est nommée en l'honneur de Georg Haas.

## Publication originale
- Vachon, 1974 : « Étude des caractères utilisés pour classer les familles et les genres de Scorpions (Arachnides). 1. La trichobothriotaxie en arachnologie. Sigles trichobothriaux et types de trichobothriotaxie chez les scorpions. » Bulletin du Muséum national d'histoire naturelle, Zoologie, sér. 3, vol. 104, no 140, p. 857-958 (texte intégral).